# Alicia Keys
Alicia Keys, właśc. Alicia Augello Cook (ur. 25 stycznia 1981 w Nowym Jorku) – amerykańska piosenkarka muzyki R&B, autorka tekstów piosenek, pianistka, producentka muzyczna, filantropka, aktorka i poetka.
Zadebiutowała na rynku muzycznym albumem Songs in A Minor (2001), z którym zadebiutowała na amerykańskiej liście sprzedaży Billboard 200 i który osiągnął sprzedaż w łącznym nakładzie ponad 12 milionów egzemplarzy. Za album otrzymała pięć nagród Grammy. Następnie wydała album The Diary of Alicia Keys (2003), który został kupiony w ponad ośmiu milionach sztuk i uzyskał cztery nagrody Grammy. Kilka miesięcy po wydaniu płyty premierę miał pierwszy album koncertowy Keys pt. Unplugged. Za trzeci album studyjny, As I Am (2007), otrzymała trzy nagrody Grammy, a sama płyta rozeszła się w nakładzie ponad 6 mln egzemplarzy. Z kolejnym albumem, The Element of Freedom (2009), po raz pierwszy dotarła na szczyt brytyjskiej listy sprzedaży. Współpracowała z Jayem-Z nad utworem „Empire State of Mind”, z którym dotarli do pierwszego miejsca amerykańskiej listy przebojów Billboard Hot 100 i za który otrzymali nagrodę Grammy za najlepszą współpracę wokalno-rapową. Następnie wydała piąty album studyjny Girl on Fire (2012) i drugi album koncertowy, MTV Storytellers (2013). Z szóstą płytą studyjną, Here (2016), dotarła do pierwszego miejsca na amerykańskiej liście Billboard Top R&B/Hip-Hop Albums.
Poza działalnością muzyczną zaangażowała się w kilka przedsięwzięć filmowych. Zadebiutowała rolą w komedii As w rękawie (2006), później pojawiła się również w filmie Niania w Nowym Jorku, a za występ w filmie Sekretne życie pszczół otrzymała nominację do nagrody NAACP Image Awards.

## Życiorys

### Rodzina i edukacja
Alicia Augello Cook urodziła się w Nowym Jorku w dzielnicy Hell’s Kitchen jako jedyne dziecko Teresy Augello, imigrantki pochodzenia irlandzko-włoskiego oraz Craiga Cooka, jamajskiego stewarda. W jednym z wywiadów wyznała, iż jest dumna ze swojej wielorasowości „ze względu na różnorodność kulturową jaka jest obecna w jej życiu”. Kiedy miała dwa lata, jej rodzice się rozstali, w kolejnych latach dorastała u boku matki bez obecności ojca. 
W 1985 wystąpiła w programie The Cosby Show jako członkini grupy taneczno-wokalnej. W dzieciństwie uczęszczała do kilku klas muzycznych i tanecznych. W wieku siedmiu lat rozpoczęła naukę gry na pianinie, pięć lat później zapisała się do Professional Performing Arts School w Nowym Jorku, a kiedy miała 15 lat, dołączyła do chóru tejże szkoły, gdzie rozpoczęła także tworzenie tekstów muzycznych. Ukończyła Professional Performing Arts School, zdobywając świadectwo z najwyższą oceną. Przyjęta została na Columbia University w tym samym czasie, kiedy podpisała swój kontrakt z wytwórnią Columbia Records, jednak cztery tygodnie później opuściła uniwersytet, by skupić się na karierze muzycznej.
Przez krótki okres związana była kontraktem z wytwórnią So So Def Recordings, dla której nagrała własną interpretację utworu „The Little Drummer Boy”, który znalazł się na świątecznej składance wydanej przez So So Def Recordings. Stworzyła i nagrała także piosenkę „Dah Dee Dah (Sexy Thing)”, która pojawiła się na ścieżce dźwiękowej do filmu Faceci w czerni (1997). Utwór ten stał się pierwszym profesjonalnym nagraniem Keys, ale nie został wydany jako singiel, m.in. ze względu na zerwanie kontraktu wokalistki z Columbia Records. W kolejnym roku Keys dołączyła do wytwórni Arista Records, jednak rok później po namowach Clive’a Davisa zaczęła działać dla J Records, wtedy też przybrała pseudonim Alicia Keys. Nagrane wówczas piosenki „Rock wit U” i „Rear View Mirror” zostały umieszczone na ścieżkach dźwiękowych do filmów, kolejno: Shaft (2000) i Dr Dolittle 2 (2001).

### 2001–02:Songs in A Minor

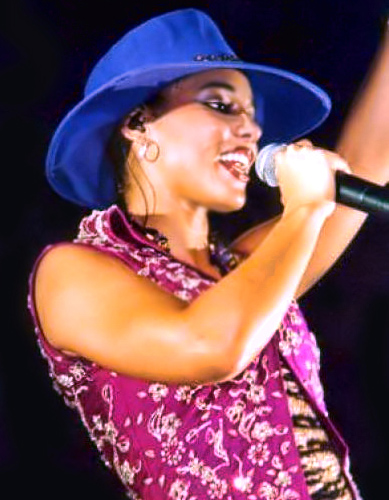
Keys w Niemczech, 2002

W czerwcu 2001 wydała swój debiutancki album studyjny pt. Songs in A Minor, z którym zadebiutowała na amerykańskiej liście sprzedaży Billboard 200 po sprzedaniu 236 tys. egzemplarzy. W roku premiery album został sprzedany w liczbie ponad 6 mln egzemplarzy i uzyskał certyfikat sześciokrotnie platynowej płyty od Recording Industry Association of America. Płyta sprzedała się w sumie w liczbie przekraczającej 12 mln kopii, stabilizując pozycję Keys na światowych rynkach muzycznych. Główny singiel promujący wydawnictwo, utwór „Fallin'”, utrzymywał się na pierwszym miejscu listy Billboard Hot 100 przez sześć tygodni. Drugi singiel z Songs in A Minor, „A Woman’s Worth”, dotarł do trzeciego miejsca na Hot 100. W 2002 Keys wydała reedycję płyty, Remixed & Unplugged in A Minor, zawierającą osiem remiksów i siedem akustycznych wersji utworów z Songs in A Minor.
W 2002 otrzymała pięć nagród Grammy: dla najlepszego debiutanta, za piosenkę roku i najlepszą piosenkę R&B (obie za „Fallin'”), najlepszy album R&B (Songs in A Minor) i najlepszy występ wokalny artystki R&B, tym samym została drugą w historii piosenkarką, która jednego wieczora odebrała pięć nagród Grammy. W tym samym roku podjęła współpracę z Christiną Aguilerą nad jej albumem Stripped, na który stworzyła, wyprodukowała i gościnnie zaśpiewała w piosence „Impossible”. Wystąpiła także jako gość specjalny w dwóch serialach telewizyjnych: Czarodziejki i American Dreams.

### 2003–05:The Diary of Alicia KeysorazUnplugged

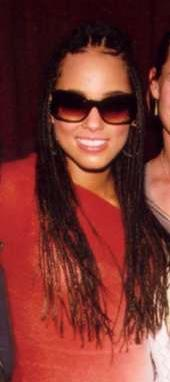
Keys (2004)

W grudniu 2003 wydała album studyjny pt. The Diary of Alicia Keys, z którym zadebiutowała na pierwszym miejscu listy Billboard 200, sprzedając go w 618 tys. egzemplarzy, co uczyniło ją artystką, która w przeciągu tygodnia od daty wydania wydawnictwa sprzedała najwięcej płyt. Album sprzedał się w Stanach Zjednoczonych w liczbie ponad 4,4 mln kopii i uzyskał certyfikat czterokrotnie platynowej płyty od RIAA. Na całym świecie The Diary of Alicia Keys został zakupiony przez ponad 8 mln odbiorców, stając się szóstym pod względem wielkości sprzedaży albumem z gatunku R&B nagranym przez kobietę. Single promujące album, „You Don’t Know My Name” i „If I Ain’t Got You”, trafiły do pierwszej piątki na liście notowania Billboard Hot 100, ale już ostatni singiel, „Karma”, dotarł do zaledwie 20. miejsca tego notowania.
W 2004 wydała powieść Tears for Water: Songbook of Poems and Lyrics zawierającą wiersze z jej pamiętnika i teksty piosenek. Tytuł książki zaczerpnęła ze swojego poematu Love and Chains. W jednym z wywiadów przyznała, że nazwa książki jest „fundamentem wszystkiego co napisała, zaś to opiera się na łzach szczęścia, bólu, smutku i depresji”. Powieść stała się bestsellerem książkowym listy The New York Times.
W 2005 otrzymała cztery nagrody Grammy: za najlepszy występ wokalny artystki R&B (za „If I Ain’t Got You”), najlepszą piosenkę R&B („You Don’t Know My Name”), najlepszy album R&B (The Diary of Alicia Keys) i najlepszy występ R&B w duecie bądź grupie (za „My Boo” z udziałem Ushera). Również w 2005 zarejestrowała akustyczny koncert w Brooklyn Academy of Music z serii MTV Unplugged, a podczas występu zaprezentowała nowe aranżacje swoich utworów i kilka własnych interpretacji znanych piosenek. Dwupłytowe wydawnictwo ukazało się w październiku 2005 pt. Unplugged i zadebiutowało na szczycie zestawienia Billboard 200, sprzedając się w liczbie 196 tys. egzemplarzy. Za sprzedaż albumu w milionowym nakładzie otrzymała certyfikat platynowej płyty w Stanach Zjednoczonych. Unplugged na świecie rozszedł się w ponad 2 mln kopii. Pierwszy singiel promujący album, „Unbreakable”, dotarł do 34. miejsca na liście Billboard Hot 100.

### 2006–08: Debiut filmowy orazAs I Am

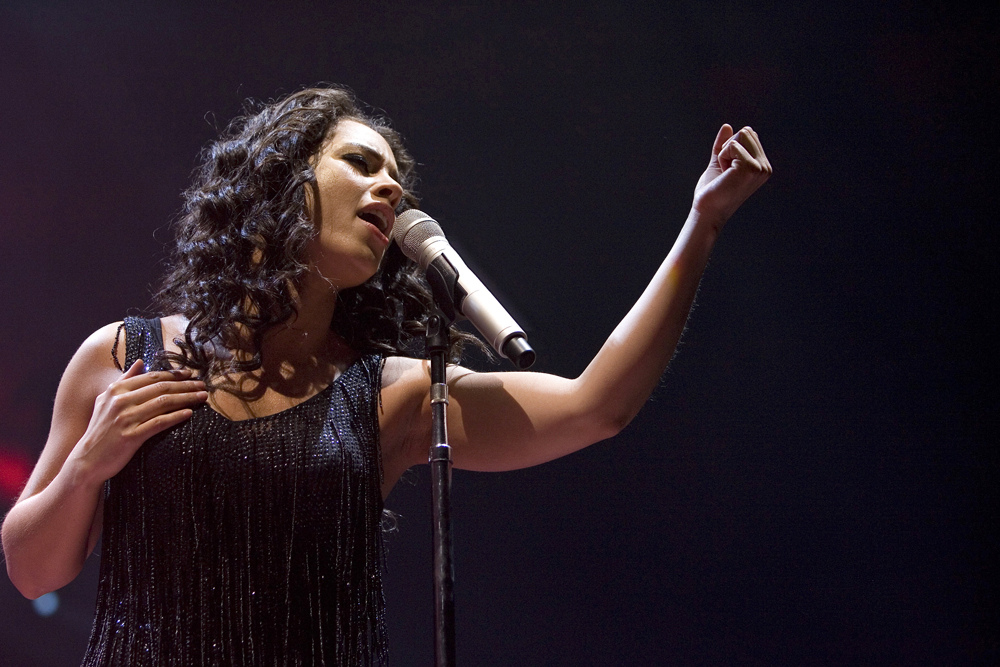
Keys (2008)

W 2006 została uhonorowana nagrodą NAACP Image Awards dla najlepszej wokalistki i za najlepszą piosenkę. Otrzymała także nagrodę od organizacji Songwriters Hall of Fame wyróżniającej wybitnych autorów tekstów piosenek. Pod koniec 2006 użyczyła głosu jednej z postaci w serialu animowanym Przyjaciele z podwórka, w którym zaśpiewała także piosenkę „Almost Everything Is Boinga Here”.
Jako aktorka zadebiutowała w 2007 rolą morderczyni, Georgii Sykes, w komedii kryminalnej As w rękawie z Benem Affleckiem i Andym Garcíą. W tym samym roku pojawiła się również w komedii romantycznej Niania w Nowym Jorku (2007) z Scarlett Johansson oraz Chrisem Evansem. Wystąpiła także jako gość w jednym z odcinkó w serialu Rodzina Duque. W listopadzie 2007 wydała album studyjny pt. As I Am, z którym zadebiutowała na szczycie zestawienia Billboard 200 po sprzedaży na poziomie 742 tys. egzemplarzy. Za sprzedaż albumu w 4 mln egzemplarzy w USA uzyskała certyfikat potrójnie platynowej płyty. Album promowała singlem „No One”, z którym trafiła na pierwsze miejsce list Billboard Hot 100 i Hot R&B/Hip-Hop Songs. Z drugim singlem, „Like You'll Never See Me Again”, dotarła już tylko do 12. miejsca na liście Hot 100. Pozostałe dwa single, „Teenage Love Affair” i „Superwoman”, nie osiągnęły sukcesu komercyjnego w USA.

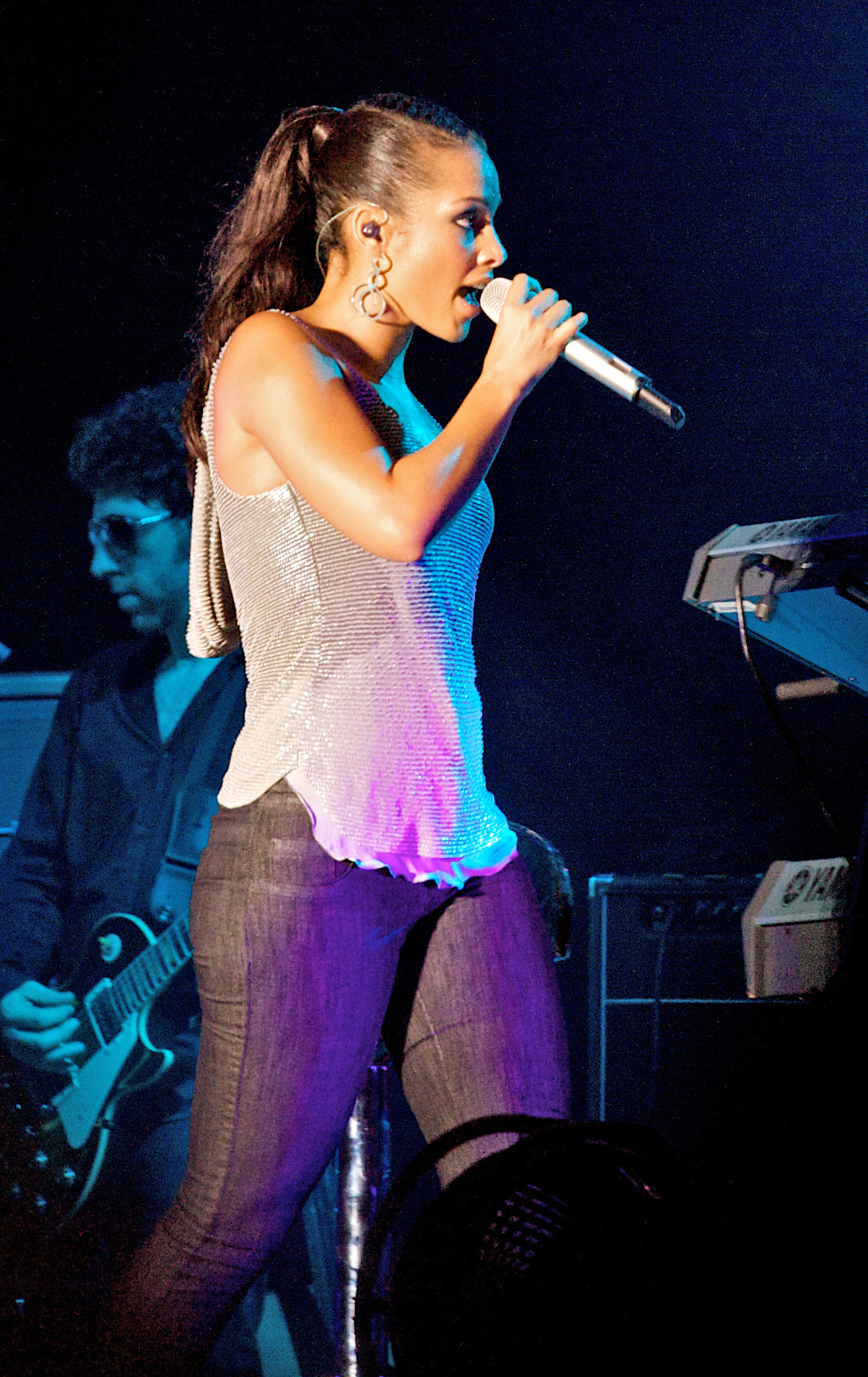
Keys na Summer Sonic Festival w Japonii (2008)

W 2008 otrzymała nagrodę Grammy dla najlepszej wokalistki R&B oraz za najlepszą piosenkę R&B i najlepszy występ wokalny artystki R&B (obie za „No One”). Wystąpiła również na uroczystej gali rozdania nagród, śpiewając cover utworu Franka Sinatry „Learnin’ the Blues” oraz singiel „No One” w duecie z Johnem Mayerem. W tym samym roku wzięła udział w kampanii promocyjnej firmy Dove i wystąpiła w kilku odcinkach serialu stworzonego w celach promocyjnych. Również w 2008 wydała utwór „Another Way to Die”, który nagrała z Jackiem White’em na potrzeby promocji filmu 007 Quantum of Solace. Piosenkę umieściła na reedycji albumu As I Am – As I Am: The Super Edition. Wystąpiła także w jednej z głównych ról w filmie Sekretne życie pszczół (2008) z Queen Latifah i Jennifer Hudson. Za występ w tym filmie była nominowana do nagrody NAACP Image Awards dla najlepszej aktorki drugoplanowej. Na początku 2009 otrzymała nagrodę Grammy zanajlepszy występ wokalny artystki R&B (za „Superwoman”).

### 2009–11:The Element of Freedom
W połowie 2009 podjęła współpracę z innymi artystami z branży muzycznej. Wraz z producentem Swizz Beatzem stworzyła i wyprodukowała utwór „Million Dollar Bill” dla Whitney Houston. Nagrała też utwór „Empire State of Mind” z Jayem-Z na jego album pt. The Blueprint 3, z piosenką dotarli do pierwszego miejsca na liście Billboard Hot 100.
W grudniu 2009 wydała album studyjny pt. The Element of Freedom, który promowała singlem „Doesn’t Mean Anything” notowanym na 60. miejscu na liście Billboard Hot 100 i na 14. miejscu na liście Hot R&B/Hip-Hop Songs.

### 2012–15:Girl on Fire
Pod koniec listopada 2012 wydała album pt. Girl on Fire, z którym dotarła do pierwszego miejsca na amerykańskiej liście sprzedaży. Płytę promowała tytułowym singlem i „Brand New Me”, wcześniej wydała też dwie piosenki: „New Day” i „Not Even the King”, które napisała z Emeli Sandé. We wrześniu 2012 zaprojektowała własny mode butów sneakers w ramach współpracy z marką sportową Reebok.
W 2014 nagrała z Kendrickiem Lamarem utwór „It’s on Again”, który znalazł się na ścieżce dźwiękowej filmu Spider-Man 2. W lipcu ogłosiła zmianę menedżera z Willa Botwina z Red Light Management na Rona Laffitte’a i Guya Oseary’ego z Maverick. We wrześniu 2014 opublikowała teledysk do piosenki „We Are Here”, który napisała w trakcie drugiej ciąży z myślą o swoim dziecku i o „świecie, na który chcę wprowadzić moje potomstwo”. W ramach promocji zarówno samego singla, jak i społecznego przekazu, zorganizowała akcję #WeAreHere, w ramach której nakłaniała fanów do publikowania w mediach społecznościowych postów z uwzględnieniem powodów, dla których „są tu i teraz” (nawiązanie do tytułu piosenki). W akcji wzięło udział kilku międzynarodowych artystów, m.in. Pharrell Williams i Jennifer Lopez.
W listopadzie 2014 zapowiedziała wydanie serii książek dla dzieci. Pierwszy tom nosił tytuł Blue Moon: From the Journals of MaMa Mae and LeeLee.

### Od 2016:Here
W maju 2016 wydała singiel „In Common”, którym zapowiedziała swój szósty album. Płytę pt. Here wydała 4 listopada 2016.

## Życie prywatne
31 lipca 2010 poślubiła Swizza Beatza, z którym ma dwóch synów: Egypta (ur. 14 października 2010) i Genesisa (ur. 27 grudnia 2014).

## Dyskografia

### Albumy studyjne
- Songs in A Minor (2001)
- The Diary of Alicia Keys (2003)
- As I Am (2007)
- The Element of Freedom (2009)
- Girl on Fire (2012)
- Here (2016)
- Alicia (2020)
- KEYS (2021)

### Albumy koncertowe
- Unplugged (2005)

## Filmografia
| Telewizja | Telewizja                  | Telewizja            | Telewizja                                             |
| Rok       | Tytuł                      | Rola                 | Uwagi                                                 |
| --------- | -------------------------- | -------------------- | ----------------------------------------------------- |
| 1985      | The Cosby Show             | Maria                | Slumber Party (sezon 1, odcinek 22)                   |
| 2001      | Czarodziejki               | P3 VIP Patron        | Size Matters (sezon 4, odcinek 5)                     |
| 2003      | American Dreams            | Fontella Bass        | Rescue Me (sezon 2, odcinek 6)                        |
| 2003      | The Proud Family           | Ona sama (głos)      | The Good, the Bad, and the Ugly (sezon 3, odcinek 46) |
| 2005      | Ulica Sezamkowa            | Ona sama             | Sezon 36                                              |
| 2006      | Przyjaciele z podwórka     | Mommy Martian (głos) | Mission to Mars (sezon 2, odcinek 1)                  |
| 2007      | Rodzina Duque              | Ona sama             | One Man Is an Island (sezon 1, odcinek 7)             |
| 2007      | Elmo’s Christmas Countdown | Ona sama             | Specjalny program świąteczny                          |
| 2008      | Dove Fresh Takes           | Alex                 | Występuje we wszystkich pięciu odcinkach              |
| Film      |                            |                      |                                                       |
| Rok       | Tytuł                      | Rola                 | Uwagi                                                 |
| 2007      | As w rękawie               | Georgia Sykes        |                                                       |
| 2007      | Niania w Nowym Jorku       | Lynette              |                                                       |
| 2008      | Sekretne życie pszczół     | June Boatwright      |                                                       |